# Manuel del Campo
Manuel del Campo auch Manuel Del Campo (* 14. November 1913 in Mexiko-Stadt, Mexiko; † 16. Februar 1969 in England) war ein mexikanischer Filmeditor, der in seiner Laufbahn bei über 20 Kino- und Fernsehproduktionen den Schnitt betreute. Zu den Produktionen, an denen er mitwirkte, zählen Filme wie Die schwarze Rose, Die Reise ins Ungewisse, Weißer Herrscher über Tonga, Das Baby auf dem Schlachtschiff oder Ein sonderbarer Heiliger.

## Leben und Karriere
Manuel del Campo wurde 1913 in Mexiko-Stadt als Sohn des mexikanischen Diplomaten Manuel Martinez del Campo geboren. Del Campo begann seine Laufbahn 1947 als Editor unter dem britischen Regisseur George King, für dessen Oskar-Homolka-Drama Der Mann, der zum Mörder wurde er den Schnitt ausführte. Wichtige weitere Stationen als Schnittmeister in den 1950er Jahren waren danach Henry Hathaways Abenteuerfilm Die schwarze Rose mit Tyrone Power, Orson Welles und Cécile Aubry in den Hauptrollen, Henry Kosters Drama Die Reise ins Ungewisse mit James Stewart und Marlene Dietrich, die beiden Piratenfilme Weißer Herrscher über Tonga und Der Schatz der Korsaren von Regisseur Byron Haskin, die Jay Lewis-Komödie Das Baby auf dem Schlachtschiff oder der Jack-Lee-Thriller Die Farm der Verfluchten. 1962 arbeitete er für die italienische Produktion Die Eingeschlossenen von Altona mit der Besetzung Sophia Loren, Maximilian Schell und Fredric March von Regisseur Vittorio De Sica. Noch im gleichen Jahr lieferte er auch den Schnitt für die Komödie Ein sonderbarer Heiliger von Edward Dmytryk.
Von 1957 an arbeitete Manuel del Campo auch sporadisch für das Fernsehen, so betreute er als Schnittmeister neben den Fernsehserien The Adventures of Long John Silver und Playhouse 90 Ende der 1960er Jahre auch einige Episoden der populären britischen Agentenserie Mit Schirm, Charme und Melone.
Von 1936 bis 1941 war er mit Filmschauspielerin Mary Astor verheiratet. Manuel del Campo verstarb am 16. Februar 1969 im Alter von 55 Jahren in seiner Wahlheimat England.

## Filmografie (Auswahl)

### Film
- 1947: Der Mann, der zum Mörder wurde (The Shop at Sly Corner)
- 1948: No Orchids for Miss Blandish
- 1948: Die Stimme des Gewissens (The Small Voice)
- 1950: Die schwarze Rose (The Black Rose)
- 1951: Die Reise ins Ungewisse (No Highway)
- 1952: Time, Gentlemen, Please!
- 1952: Miss Robin Hood
- 1954: Weißer Herrscher über Tonga (His Majesty O'Keefe)
- 1954: Der Schatz der Korsaren (Long John Silver)
- 1954: L'amante di Paride
- 1956: Das Baby auf dem Schlachtschiff (The Baby and the Battleship)
- 1957: True as a Turtle
- 1957: Die Farm der Verfluchten (Robbery Under Arms)
- 1961: Then There Were Three
- 1962: Die Eingeschlossenen (I sequestrati di Altona)
- 1962: Ein sonderbarer Heiliger (The Reluctant Saint)
- 1966: Ambush at Devil's Gap

### Fernsehen
- 1957: The Adventures of Long John Silver (Fernsehserie, 6 Episoden)
- 1959: Playhouse 90 (Fernsehserie, 1 Episode)
- 1968–1969: Mit Schirm, Charme und Melone (Fernsehserie, 7 Episoden)